# セレナーデ (バレエ)
『セレナーデ』（英：Serenade）は、ジョージ・バランシンがピョートル・チャイコフスキーの『弦楽セレナード ハ長調 作品48』を使って1934年に振り付けた1幕のバレエ作品である。バランシンが渡米後の初作品として振り付けたもので、彼の代表作として人気が高く、ニューヨーク・シティ・バレエ団の恒久レパートリーに入っている他、各国のバレエ団で上演されている。

## 作品について
1933年末にスクール・オヴ・アメリカン・バレエが設立され、1934年1月1日には30人の入学志望者の中からオーディションで25人（ただし、男子生徒はわずかに3人だった）が選ばれて正式に開校した。バランシンは、上級クラスのレッスン用にこの作品を構想した。彼の目的は、生徒たちが学んでいる各種の基本のパ（バレエのステップ）が、振付家の手腕によって単なるエクササイズからどのように作品として変貌を遂げるかを実感させることにあった。
バランシンはチャイコフスキーの『弦楽セレナード ハ長調 作品48』を使って作品の振付を開始した。振付を始めた晩のクラスには、17人の生徒が出席した。（そのため、作品の幕開けには17人の女性ダンサーが舞台上に登場することになった）次の晩のクラスには9人、その次の晩には生徒の数はさらに減少して6人になったが、バランシンはそのとき出席していた生徒の数に合わせて振付を進めていった。男子生徒がクラスに来始めると、彼らの出番も作ることにした。作品のある部分で、女性ダンサーが舞台袖に走り去って素早く退場する場面で、1人の少女が転倒して泣き出してしまった。また別の晩には、1人が遅刻して教室に駆け込んできた。バランシンは、この2つのアクシデントを取り入れ、作品を組み立てていった。
完成した作品の初演は、1934年6月10日にニューヨーク州ホワイト・プレインズ郊外にあるフェリックス・ウォーバーグ（バランシンの後援者の1人、エドワード・ウォーバーグの父）の私邸でスクール・オヴ・アメリカン・バレエの生徒たちの出演により行われた。このときは限られた招待客のみに披露され、正式に上演されたのは同年の12月8日、コネチカット州ハートフォードにあるエイヴリー記念劇場だった。1935年3月1日には、スクール・オヴ・アメリカン・バレエの卒業生が結成したプロのバレエ団、アメリカン・バレエによって上演されている。この時は、バランシンの旧作2作と『セレナーデ』を含む新作4作を上演した。
アメリカン・バレエとバランシンの新作は、一般の観客にも評論家たちにも大した評判は得られなかった。当時の著名な舞踊評論家ジェームズ・マーティン（ニューヨーク・タイムズで舞踊評論を執筆していた）は、「恐ろしく内実の乏しい作品」とまで評していた。その後評価は上がり、モダン・ダンスのパイオニアの一人として知られるマーサ・グレアムは「思いのままに複雑さを操っていくことができる真の巨匠だけが持つ単純さ」と称賛した。バランシン自身も、1959年にニューヨーク・シティ・バレエ団がこの作品を上演した際に「25年も前の作品にしては、今観ても悪くなかった」と発言を残している。『セレナーデ』はバランシンにとって原型ともいえる作品で、折に触れバランシンはこの作品の改訂を試み、幾人かの役を統合してみたり、一つの役を拡張したり、いろいろな要素を付け加えたりしていた。後に世界各国のバレエ団がこの作品をレパートリーとして取り上げ、その数は50以上に上っている。

## 構成
作品はチャイコフスキーの原曲と同様に、4部で構成されている。ただし、最後は悲しげな余韻を持って終わらせたいとするバランシンの意向によって、原曲の第3楽章と第4楽章の順序が入れ替えられ、
次のようになった。
1 『ソナチネ形式による断章』（Pezzo in Forma di sonatina）、2 『ワルツ』（Waltz）、3 『ロシア的主題』（Finale (Tema russo)）、4 『エレジー』（Elegie）。
幕が開くと、青い月明かりの夜を思わせる穏やかな照明の中、17名の女性ダンサーが舞台上で対角線上に整然と並び、右手を高く上げて静止している。彼女たちは全員が薄い水色の袖なしレオタードに同色のチュール地の長いスカートというお揃いの衣装を着用し、足先は6番ポジションをとって静止している。曲が始まると同時に、足先は反転してバレエの基本である1番ポジションとなり、踊りが始まる。
途中、1人の女性が遅れて登場して群舞の中に自分の居場所を見つける場面や、男性が登場してのパ・ド・ドゥ、別の女性が舞台上に倒れこむ場面などを織り込み、もともとが生徒の授業用の作品だ
ったために高度な技術の見せ場はないものの、音楽に呼応した機敏な動きや群舞の素早い出入り、統一されたアンサンブルなどが見どころとなる。
筋のない作品ではあるが、男女間の微妙な感情の流れや終盤に1人の女性が男性たちに高々とリフトされて舞台袖に消えてゆくシーン（バランシンはこれを「天使のエピソード」と呼んだ）など、観客にいくつかの物語を暗示する。ただし、この作品の本質は、暗示される物語やエピソードを観客に示唆することではなく、最初は未熟なダンサーたちがバレエの技術を習得していきながら洗練され、変貌を遂げる過程を見せることにある。月明かりのような照明や、バランシンがその作品中で多用する照明を当てただけで背景画などのないバックドロップや、簡素な衣装などが醸し出すロマンチックで清廉な雰囲気が好まれ、バランシン・バレエの代表作として評価を受けている。